# 론네뷔시

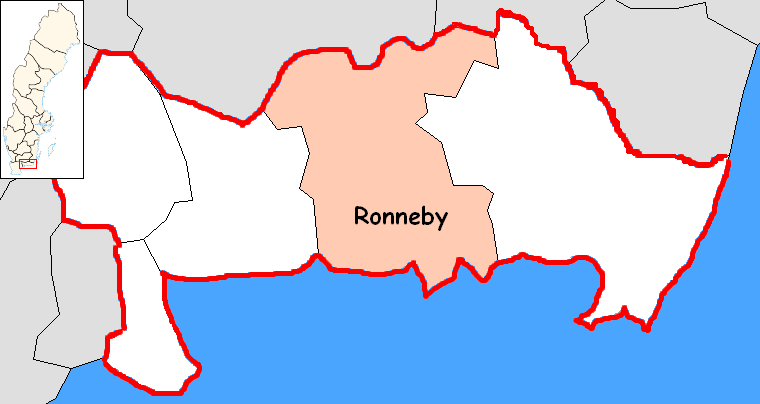
론네뷔 시의 위치

론네뷔시(스웨덴어: Ronneby kommun)는 스웨덴 블레킹에주에 위치한 지방 자치체로 행정 중심지는 론네뷔이며 면적은 1,241.85km2, 인구는 29,207명(2016년 12월 31일 기준), 인구 밀도는 24명/km2이다.

시 문장